# Sextakt
Sextakt (även 6/8, sexåttondelstakt) är inom musiken en taktart som innebär att det är sex taktslag i varje takt. Sextakt har en vilsam karaktär. Sextakt kan ofta uppfattas som tvåtakt med trioler och kan då vara en jämn taktart medan tretakt alltid är en ojämn. Skillnaden mellan dessa två hörs tydligt i sången "America" från musikalen West Side Story:

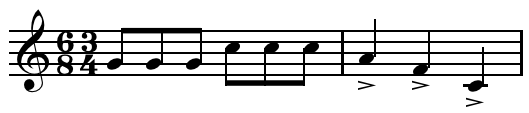
"I like to be in A-mer-i-ca"

## Exempel på musik i sextakt
- The Beatles – Norwegian Wood
- The Animals – House of the Rising Sun
- R.E.M – Everybody Hurts
- Alicia Keys – Fallin'